# Битцевский лес
Природно-исторический парк «Би́тцевский лес» — особо охраняемая природная территория, второй по величине парк Москвы (2208,4 га), уступающий по размерам только парку Лосиный Остров. Протяжённость парка с севера на юг — 10 км, с запада на восток — 1,5—4 км.
Назван по реке Битце, пересекающей южную окраину леса в восточном направлении.
Битцевский лес имеет природоохранное, рекреационное, эколого-просветительское и историко-культурное значение как особо ценный, крупный и целостный природно-территориальный комплекс, отличающийся высоким природным разнообразием, наличием редких и уязвимых в условиях города видов растений и животных и благоприятными условиями для отдыха в природном окружении. Главная ценность природно-исторического парка «Битцевский лес» в расположении крупного лесного массива, одного из сохранившихся «зелёных клиньев» по которым воздух из Подмосковья поступает к центру Москвы.

## Происхождение названия
Название происходит от названия реки Битца. Этимология гидронима неясна, существует несколько версий. Предполагалось происхождение названия из балтских языков на основании сопоставления с литовским гидронимом Abista и верхнеднепровским Абеста (Обиста). По мнению топонимиста Р. А. Агеевой (2003), наиболее вероятно происхождение из др.-рус. *обиток — «обтекание, остров», реконструированного на основе южнорусских названий рек Обиток, Обыточка и Обиточная коса. В Сумско-Черниговском Полесье зафиксировано бытования слова обыток — «остров на реке». Другой вариант — от слова «обисести», которое означает «окружить, обойти».

## Местоположение
Территория лесопарка относится к району Ясенево (Юго-Западный административный округ). На севере лесопарк граничит с районом Зюзино через Балаклавский проспект. На юге — с Сосенским поселением (Новомосковский административный округ). На западе — с районом Коньково, жилой застройкой района Ясенево (ЮЗАО) и Сосенским поселением НАО. На востоке — с районами Чертаново Южное, Чертаново Центральное, Чертаново Северное (Южный административный округ) и Северное Бутово (ЮЗАО).

## Рельеф
Природно-исторический парк «Битцевский лес» расположен в юго-восточной, наиболее приподнятой части Теплостанской возвышенности, значительно возвышающейся над окружающей местностью. Она представляет собой обособленный природный район, сформировавшийся на доледниковом останце. Общий уклон территория парка имеет с запада на восток. Поверхность территории парка пересечена глубокими долинами речек, простирающимися в широтном направлении и являющимися притоками рек Москвы и Пахры. К долинам речек привязана густая сеть ветвящихся оврагов и балок с многочисленными отвершками, прорезающихся почти в меридиональном направлении. Овраги характеризуются крутыми, более 6° склонами, с глубиною от 2 до 5 м, а в истоках — до 10—15 м. В центральной части их распространения пологие склоны оврагов и балок сильно залесены, а днища часто заболочены. Для ряда оврагов, в днищах которых протекают ручьи, характерны крутые обрывистые берега. Общая площадь овражной сети превышает 120 га.
Долины речек Чертановки, Городни и Битцы, берущих своё начало на территории природного парка значительно разработаны древней и современной эрозией. В настоящее время в большей части оврагов наблюдается глубинная эрозия, что определяет и повышает водоохранную роль насаждений природного парка.
Вдоль берегов pек Чертановки и Битцы, в пределах природного парка местами простирается надпойменная терраса, сложенная аллювиальными отложениями древнего происхождения (позднечетвертичные).
Остальная часть территории представляет собой слабоволнистую поверхность, преимущественно залесённую, частично покрытую травяной растительностью.
Наиболее плоские водоразделы приурочены к западной части территории санатория «Узкое» с абсолютными отметками 246—256 м и 225—236 м и к междуречью рек Дубинкинской и Чертановки с абсолютными отметками 190—206 м. У уреза реки Битцы на юго-востоке — 171 м.
Максимальное превышение поверхности над уровнем реки Москвы до 130 м определяет высокую интенсивность эрозионных процессов на территории парка.
Амплитуда относительных высот равна 35—60 м. Глубокая пересечённость поверхности обусловила эрозионно-увалистые формы рельефа.
В основании геологического разреза здесь залегают горные породы каменноугольного возраста. Но глубины их залегания — около 150 метров — таковы, что в практике с ними можно столкнуться только при решении вопроса водоснабжения — при бурении глубоких скважин. На поверхность выходят только раннемеловые пески (долина реки Городни).
Из современных геологических процессов на территории природно-исторического парка следует отметить овражную эрозию, которой способствует лёгкая размываемость покровных суглинков, а также гравитационные процессы — осыпи, оплывины и оползни на крутых склонах. Наибольшее количество оползней в пределах Битцевского леса наблюдается по обоим склонам долины Городни.

## Водоёмы

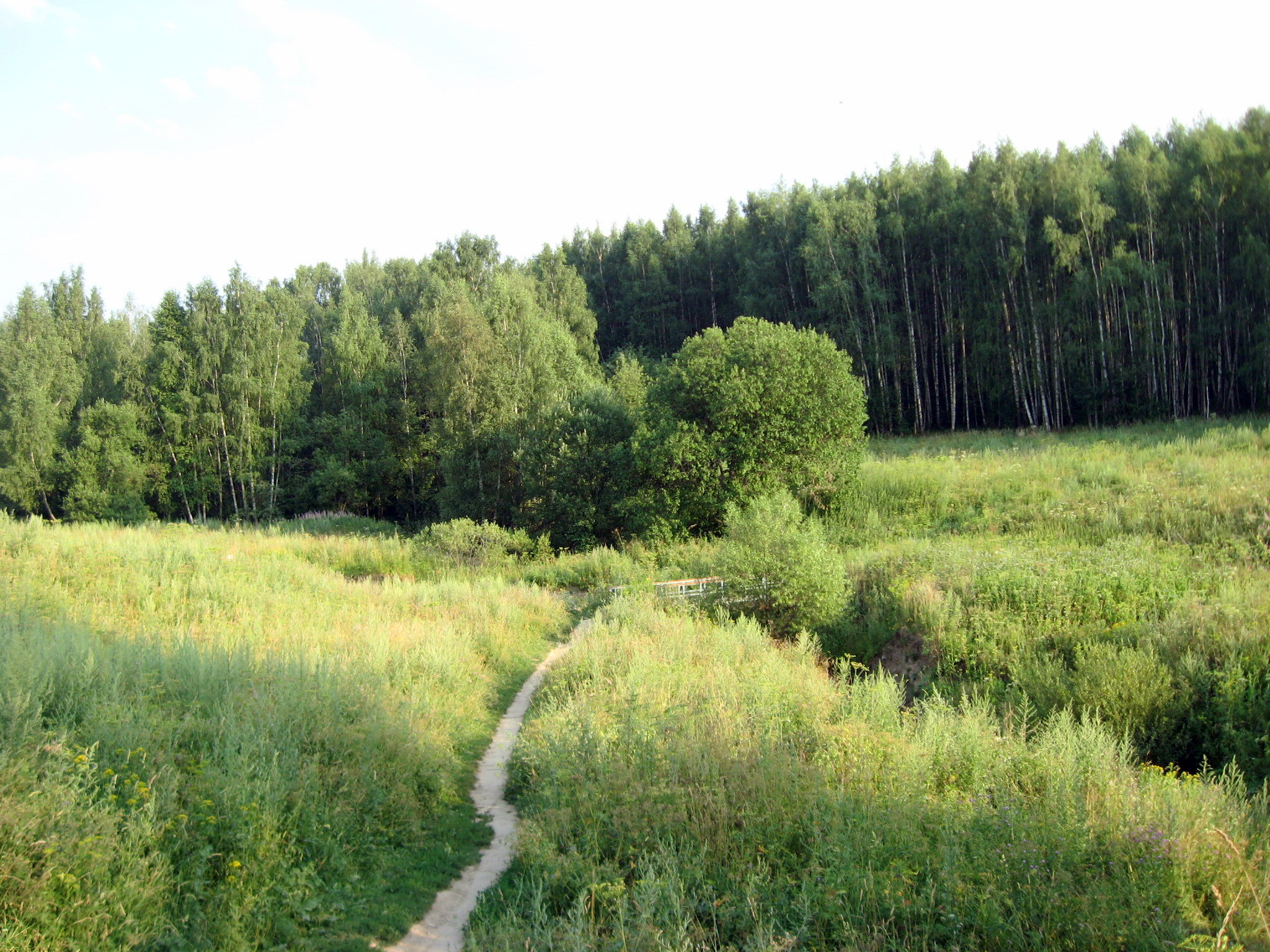
Битцевский парк. Русло Коньковского ручья, левого притока Чертановки, возле Лысой Горы

### Водотоки
Перечислены в порядке с севера на юг:
- Деревлёвский ручей
- Коньковский ручей
- Чертановка
- Дубинкинская речка
- Городня
- Битца

### Пруды
- 4 пруда в квартале 3 (по адресу Балаклавский проспект, дом 48 — 0,03 га, 0,06 га, 0,18 га — Липняк, 0,42 га — Севастопольский проспект)
- 4 пруда в квартале 7 — каскад в усадьбе Узкое, общей площадью 2,6 га
- 4 пруда в квартале 31 в усадьбе Знаменское-Садки, общей площадью 7,9 га
- пруды в квартале 20 0,01 га и 0,11 га
- пруд в квартале 22 — 0,07 га
- Мраморный пруд в квартале 19 — 0,43 га
- Собачий пруд в квартале 25 — 0,91 га по адресу Варшавское шоссе, дом 152
- пруд в квартале 30 — 0,09 га по адресу Варшавское шоссе, дом 158.

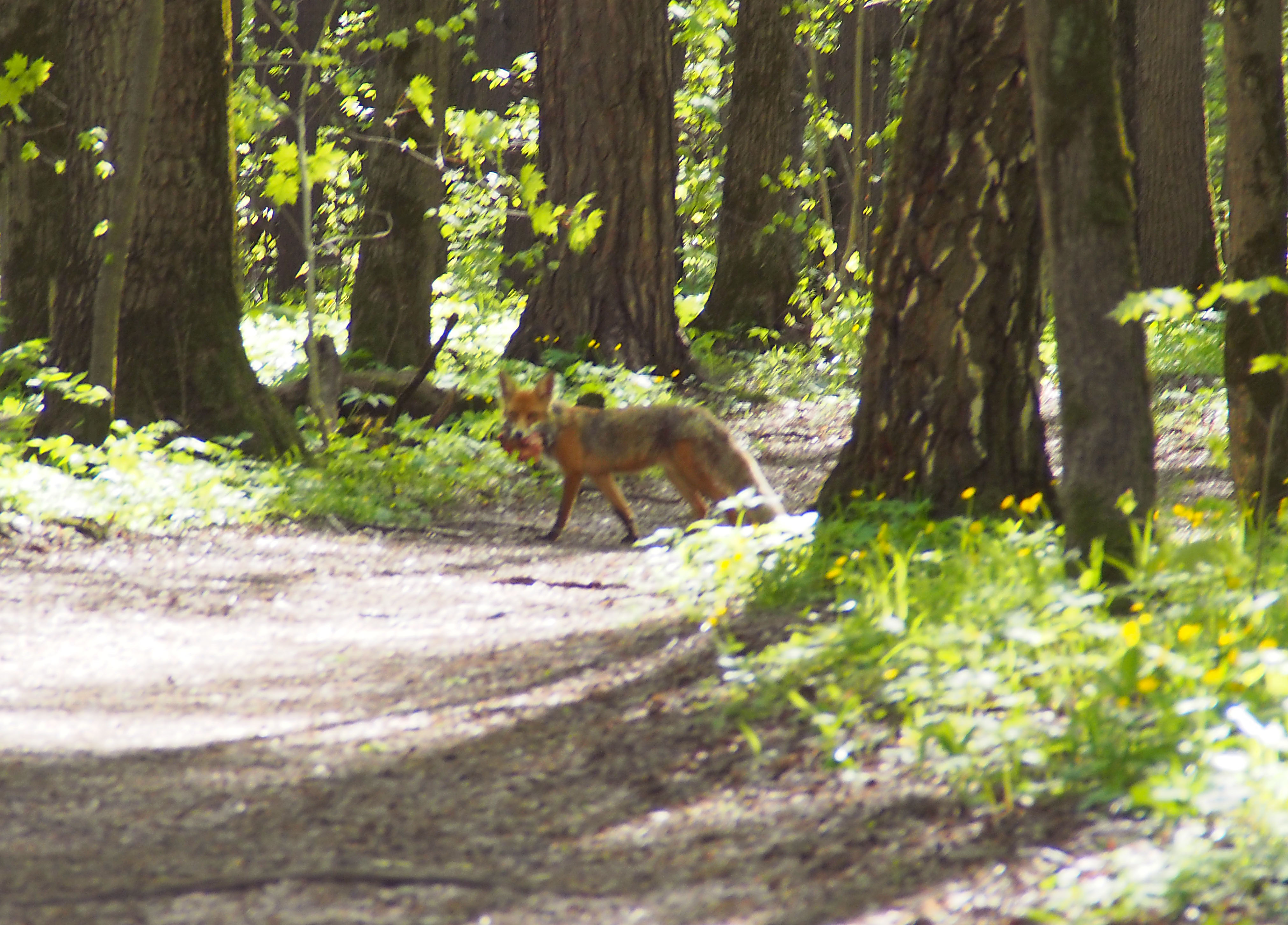
Лиса с добычей в Битцевском лесу

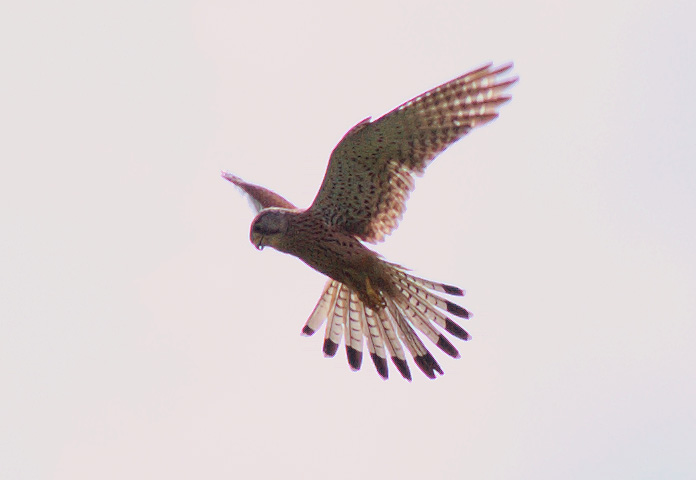
Пустельга на охоте в Битце

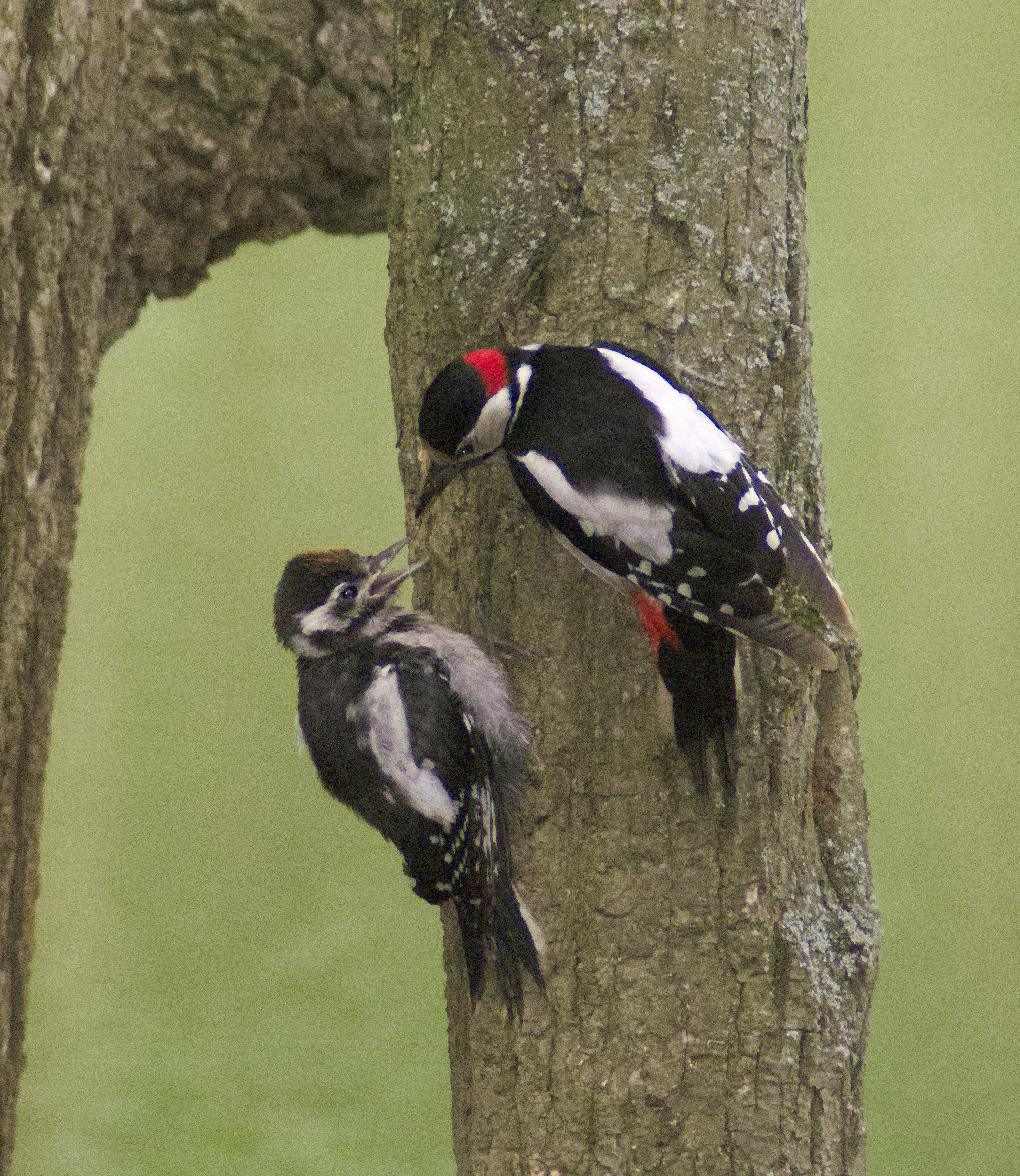
Дятел кормит птенца

## Флора и фауна
Всего на территории природно-исторического парка «Битцевский лес» в 1980—2008 годах зарегистрированы 648 видов сосудистых растений, относящихся к 93 семействам, при этом 10 семейств представлены исключительно культивируемыми или заносными видами. Из них 16 видов — споровые растения, 10 — голосеменные, 566 — покрытосеменные, в том числе 113 — однодольные, 453 — двудольные.
Наибольшим числом видов в природно-историческом парке представлены семейства сложноцветные (64), розоцветные (58), злаковые (51), бобовые (26), крестоцветные (26), губоцветные (22), гречишные (20) и гвоздичные (20). На долю представителей этих 8 семейств приходятся 48,5 % отмеченных здесь видов. Ещё на 6 семейств — осоковые (17), ивовые (18), зонтичные (19), норичниковые (18), лютиковые (17) — приходятся 15 % видов сосудистых растений природно-исторического парка.
Средний возраст местных лесов — 84 года. Самые старые из них дубняки, достигающие в Битцевском лесу 180—190 лет;
Самые старые липняки Битцевского леса достигают 90—100 лет, их площадь невелика. Основная площадь, занятая липняками, представлена 70—90-летними насаждениями.
Среди березняков основную площадь занимают насаждения в возрасте 60—70 лет.
Значительную площадь по сравнению с другими лесными массивами Москвы занимают осинники, преимущественно 50—60 лет.
Большинство хвойных насаждений Битцевского леса имеют искусственное происхождение.
Более половины насаждений Битцевского леса имеют второй ярус древостоя, который в основном образует липа. В этом качестве она присутствует в сосняках, дубняках, липняках и березняках. В березняках и липняках кое-где во второй ярус выходит ель.
Подлесок в Битцевском лесу представлен почти на всей покрытой лесом площади. Он весьма разнообразен по составу: его формируют рябина, крушина, лещина, жимолость, бересклет, а также малина, бузина, черёмуха и различные виды кустарниковых ив, однако преобладающей породой — 70 % — является лещина.
На территории природно-исторического парка «Битцевский лес» обитают не менее 150 видов: амфибии — травяная лягушка, обыкновенный тритон, гребенчатый тритон, серая жаба и озёрная лягушка, рептилии — обыкновенный уж, птиц (109 видов) и млекопитающих (35 видов). Из хищных птиц в 2022 году иногда можно встретить канюка, пролетающего вдоль русла Чертановки, чаще — пустельгу на Лысой горе.
Сведения о беспозвоночных менее полные: на территории отмечается 80 видов беспозвоночных, внесённых в Красную книгу города Москвы, из них 78 видов — насекомые.

## История

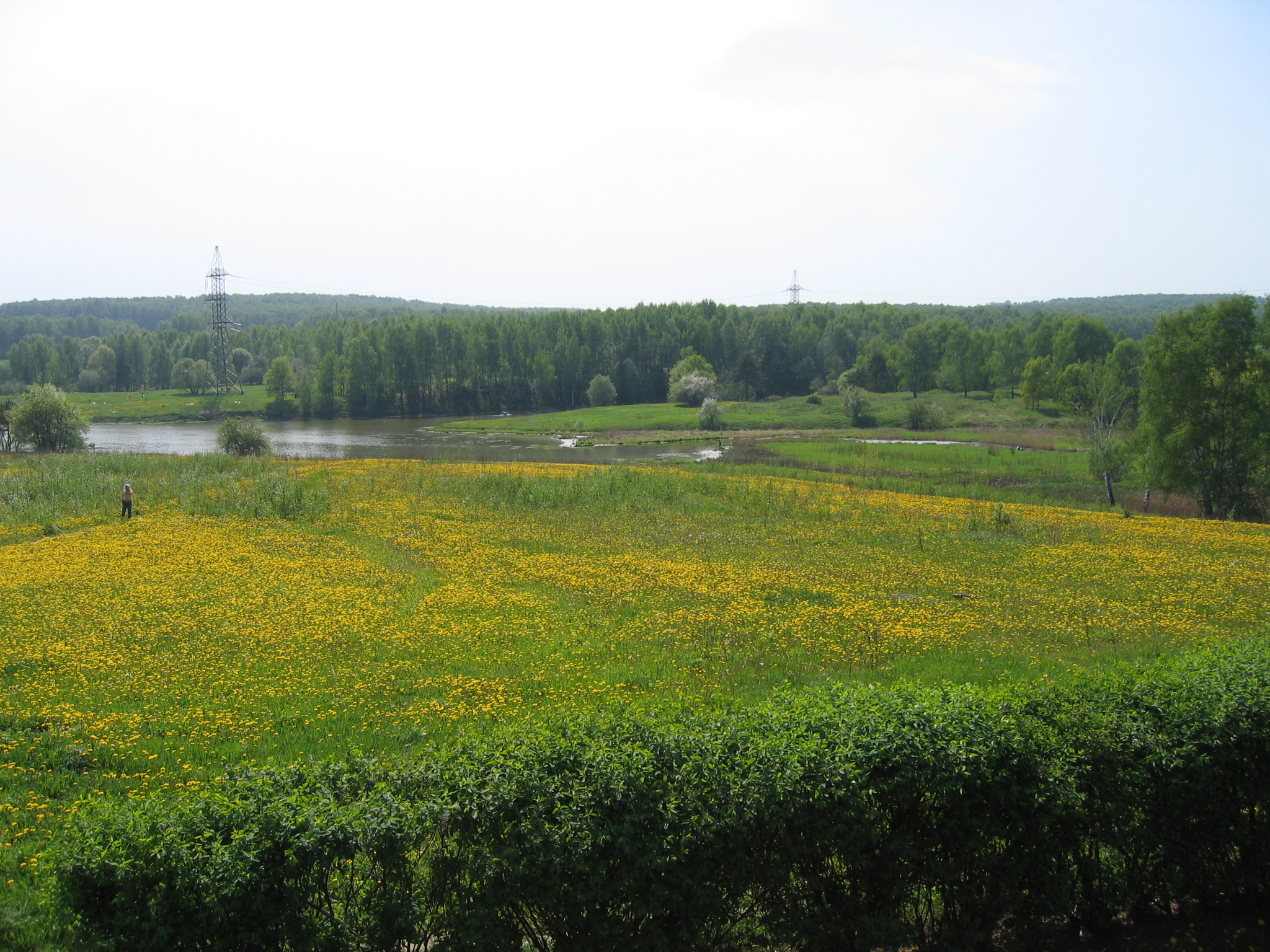
Зона отдыха «Битца»

На территории парка сохранились семь курганных групп вятичей, которые служили кладбищами небольших поселений. В центральной части лесного массива так же известны остатки двух селищ датируемых XIII—XV веками.
Начиная с конца XVI века здесь появляются усадьбы, которые окружаются селами. В настоящее время из семи усадеб сохранились только три. От остальных остались следы в виде прудов, старых деревьев усадебных парков и, очень редко, фрагментов фундаментов зданий.
В XIX веке в селе Ясенево появился кирпичный завод, сырьём для него служили четвертичные суглинки, добываемые в карьере к востоку от села на водоразделе рек Городни и Битцы.
В это время сплошного лесного покрова на территории будущего парка не было. Больше деревьев произрастало в северной части, в южной имелись отдельные рощи. Все старые деревья здесь низкорослые и раскидистые, что говорит об их росте на открытом пространстве. В начале XX века к северу от усадьбы Знаменское-Садки были проведены масштабные посадки культуры ели.
В первой половине XX века большая часть территории использовалась в сельскохозяйственных целях.

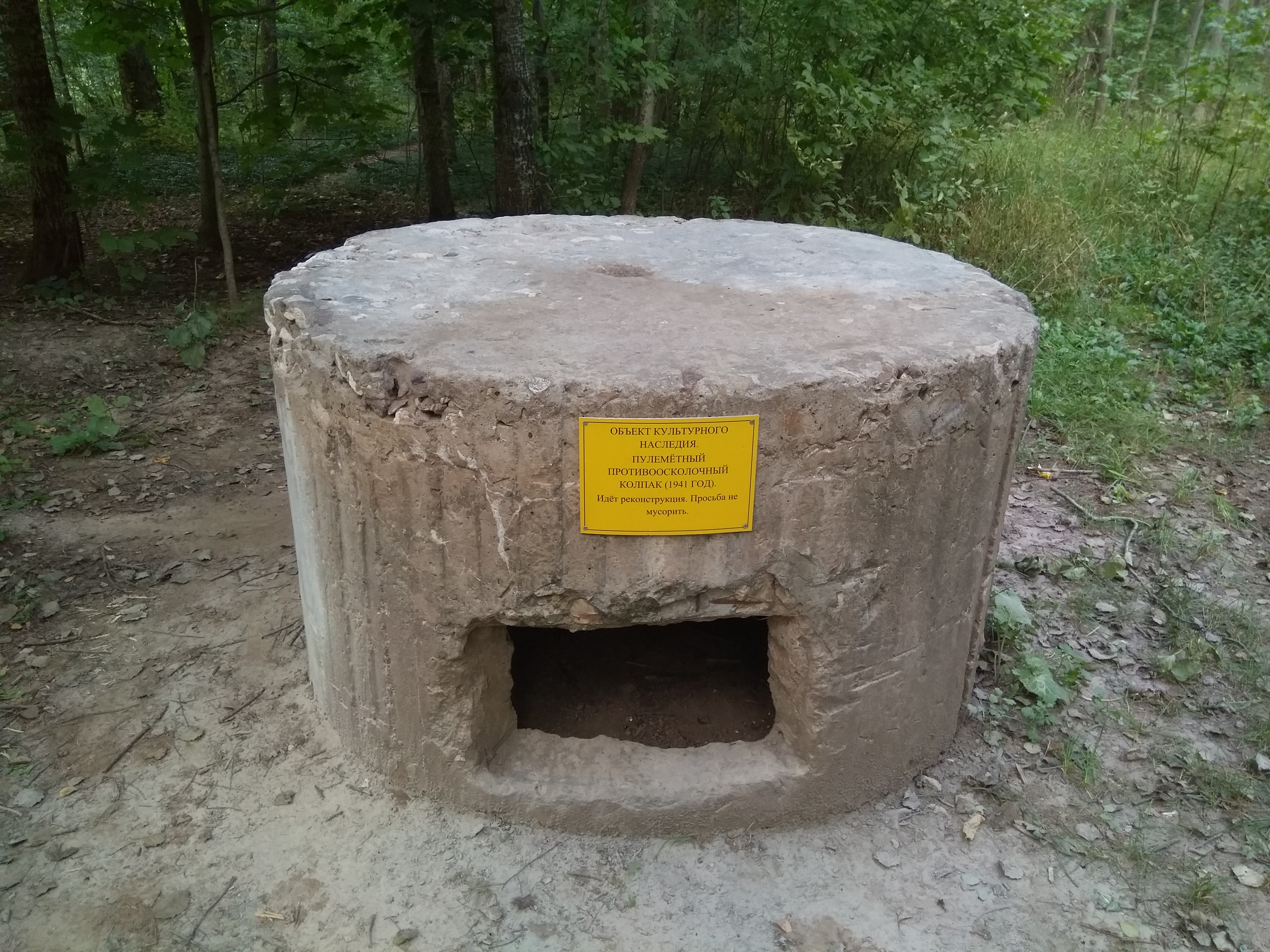
Один из сохранившихся пулемётных противоосколочных колпаков 1941 года

В 1941 году во время Великой Отечественной войны значительная часть лесных насаждений была вырублена для организации обороны на танкоопасном направлении. Были оборудованы три линии обороны и две зенитные батареи. В лесу сохранились окопы, ходы сообщений, железобетонные колпаки ДОТов, противотанковые рвы. До середины 1944 года вырубка деревьев продолжалась на нужды населения, а освобожденная от леса территория использовалась под огороды.
Уже начиная с 1944 года начинаются масштабные посадки лесных культур широколиственных пород. «Битцевский лесопарк» входит в состав Ленинского леспаркхоза.
В начале 1960-х годов южную часть лесного массива прорезала МКАД и большая часть лесопарка вошла в состав Москвы. К Олимпиаде 1980 года в северной части лесопарка строится конно-спортивный комплекс «Битца».
В 1974 году на опушке Битцевского лесопарка в Беляево «неофициальные» советские художники провели стихийную выставку своих работ (знаменитая «Бульдозерная выставка»), разогнанную милицией.
В 1980-е годы на западную сторону Битцевского лесопарка планировалось перенести Московский зоопарк, но проект отклонили, в том числе и из-за недовольства местных жителей. При строительстве станции метро «Битцевский парк» (ныне «Новоясеневская») для выхода к зоопарку был предусмотрен восточный вестибюль (в настоящее время используется для пересадки пассажиров на станцию «Битцевский парк» Бутовской линии и выхода в город). В конце 1980-х — начале 1990-х годов получает широкую известность экологическое движение «Битца».

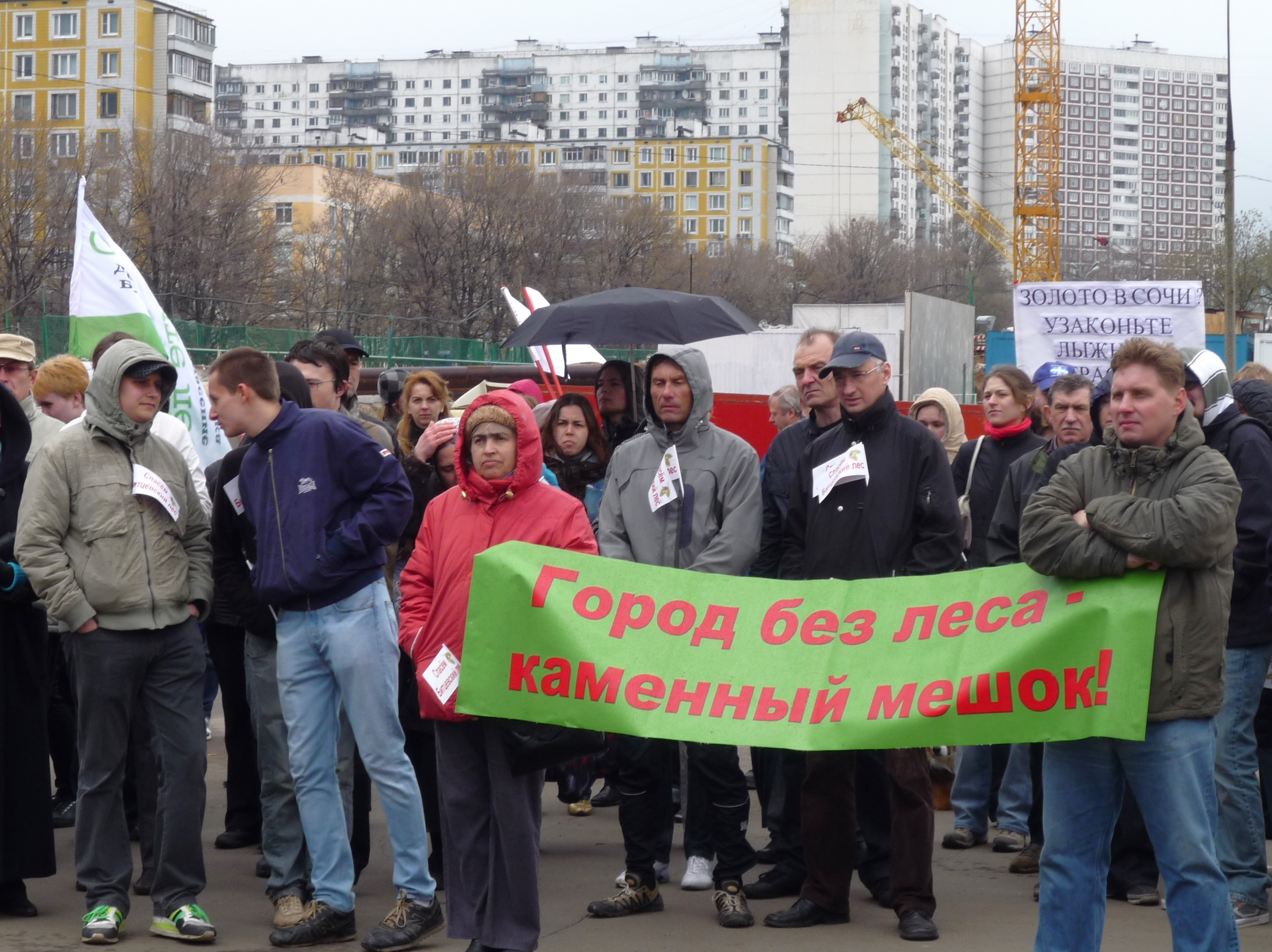
Митинг в защиту Битцевского леса 24 апреля 2010 года

В мае 1992 года на всей территории, занятой лесом, создаётся первый в Москве природный парк, получивший название «Битцевский лес», в состав которого входят два лесопарка — в северной части Олимпийский (название связано с олимпийским конно-спортивным комплексом) и в южной части Ясеневский. В 2005 году парку присваивается статус природно-исторического парка.
В 2001—2006 годах в Битцевском лесу действовал серийный убийца Александр Пичушкин, получивший прозвище «битцевский маньяк». В июне 2006 года Пичушкин был арестован, а в 2007 году приговорён к пожизненному лишению свободы.
В 2017 году в Битцевском лесу произошли новые убийства. Разыскиваемого преступника прозвали «новым битцевским маньяком». Впрочем, информация о серийном убийце была опровергнута правоохранительными органами.

## Исторические памятники и другие объекты

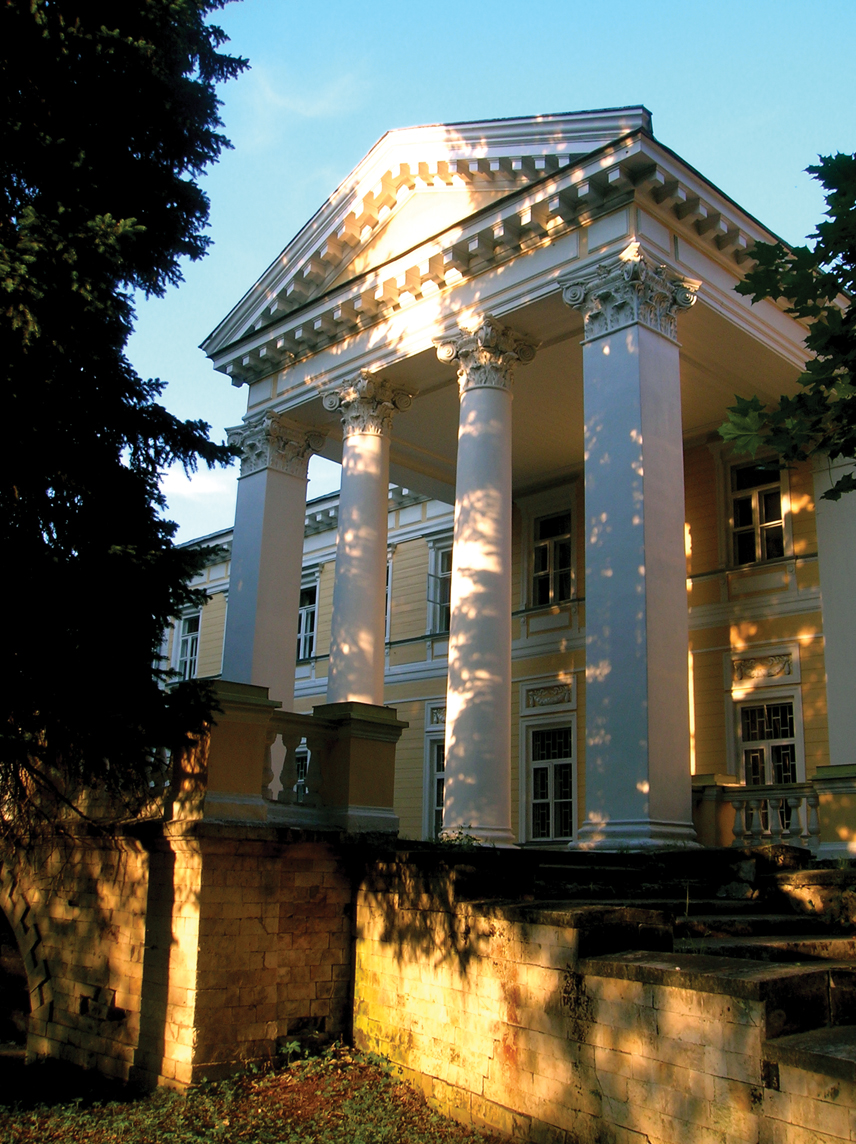
Усадьба Узкое

Битцевский парк богат историко-археологическими памятниками, это прежде всего курганы вятичей XI—XII веков и дворцово-парковые ансамбли дворянских усадеб XVIII—XIX веков, которые образуют с парком единый природный и историко-культурный комплекс. В усадебные комплексы «Узкое» и «Ясенево» входят церковь Казанской иконы Божьей Матери и церковь Петра и Павла соответственно. Церкви также как и усадьбы объявлены памятниками культуры.
- Усадьба «Узкое» своё название получила от бывшего села, известного с XVI века. Её владельцы менялись довольно часто. В XVII — начале XVIII веках «Узкое» находилось во владении бояр Стрешневых, в XVIII веке — князей Голицыных, c 1810-х годов усадьба принадлежала Толстым, с 1883 года — князьям Трубецким. В «Узком» бывали философы-идеалисты Е. Н. и С. Н. Трубецкие. В 1900 году в усадьбе скончался их друг, выдающийся отечественный философ Владимир Сергеевич Соловьёв[13]. В 1922 году усадьба «Узкое» была отдана Центральной комиссии по улучшению быта учёных (с 1931 года Комиссия содействия учёным), а в 1937 году — Академии наук СССР. До настоящего времени усадьба используется как санаторий для членов Российской академии наук.
- Усадьба «Ясенево» получила своё название от бывшего села Ясенево, известного с 1339 года как великокняжеская, а затем — царская вотчина. В 1690—1790 годах Ясенево принадлежало боярам (впоследствии князьям) Лопухиным, из рода которых происходила Евдокия Фёдоровна, первая жена Петра I. После Лопухиных усадьбой долгое время владели сначала князья Гагарины, а затем Бутурлины[13].
- История усадьбы «Знаменское-Садки»[13] связана со многими видными политическими и общественными деятелями Российской империи. В первой половине XIX века в усадьбе бывали или жили многие выдающиеся деятели русской культуры, в том числе историк М. П. Погодин, Н. В. Всеволожский — основатель общества «Зеленая лампа», поэт П. А. Вяземский и др. Здесь произошла свадьба родителей Л. Н. Толстого, мать которого приходилась племянницей хозяину усадьбы И. Д. Трубецкому. В 1865 году владельцем усадьбы стал М. Н. Катков — известный журналист, публицист, редактор и издатель. Ныне в усадьбе располагается ВНИИ охраны природы[14].
- В 1980 году для проведения XXII Олимпийских игр рядом с парком был построен конно-спортивный комплекс «Битца», на котором проводились олимпийские соревнования по конному спорту и современному пятиборью. Непосредственно на территории Битцевского леса были построены препятствия для преодоления верхом, и проводились соревнования по конному кроссу[15].
- На территории лесопарка расположен ГБУ Психиатрический интернат № 30, построенный в 1972 году (улица Днепропетровская, дом 14).
- Историко-природный комплекс Лысая гора — суходольный луг, расположенный в окружении леса, где произрастают редкие травянистые растения[16]. Ландшафты Лысой горы представляют ценность как местообитание характерных для суходольных лугов животных, зайцев. В 1990-е годы в Битцевском лесопарке возле Лысой горы по долинам реки Чертановки и Городни отмечено гнездование ястреба-тетеревятника.
- Недалеко от Лысой горы находится Межевой столб 1909 года, местный памятник Столыпинской реформе. Подобные обелиски ставились массово в 1909 году, когда после закона от 9 ноября 1908 года проводилось межевание Московского уезда, однако сохранились лишь единицы. Столб расколот пополам, а на круглом углублении для медальона нацарапан полустертый крест[17].
- В южной части парка находится Битцевский родник, к которому за водой ходят многие жители района Ясенево и некоторые жители районов Чертаново Южное и Чертаново Центральное[18][19].
- На территории лесопарка расположен кинологический центр «Ясенево», основанный в 1982 году.
- В Битцевском лесу расположены неоязыческие (родноверческие) святилища (капища), проводятся встречи родноверов, в том числе ритуалы и праздники[20]. В качестве культовых объектов родноверы также могут использовать расположенные в парке курганы вятичей[21].

## Природоохранная и эколого-просветительская деятельность
Решением президиума Московского городского совета народных депутатов от 17.10.1991 № 200 «О создании природного парка „Битцевский лес“», 12 мая 1992 года было принято распоряжение премьера Правительства Москвы № 1153-РП «О создании природного парка „Битцевский лес“». Постановлением правительства Москвы от 8.2.2005 № 68-ПП преобразован в природно-исторический парк «Битцевский лес».
«Битцевский лес» является особо охраняемой природной территорией регионального значения.
Управление осуществляет ГПБУ «Мосприрода» Департамента природопользования и охраны окружающей среды города Москвы, дирекция природных территорий «Битцевский лес», в состав которой входят отделы охраны, благоустройства, экологического просвещения. Кроме того на территории работают два эколого-просветительского центра ГПБУ «Мосприрода» — «Битцевский лес» и «Скворечник». На 2018 год подряд на благоустройство и содержание территории ООПТ осуществляет ООО «Зарубежцветмет».

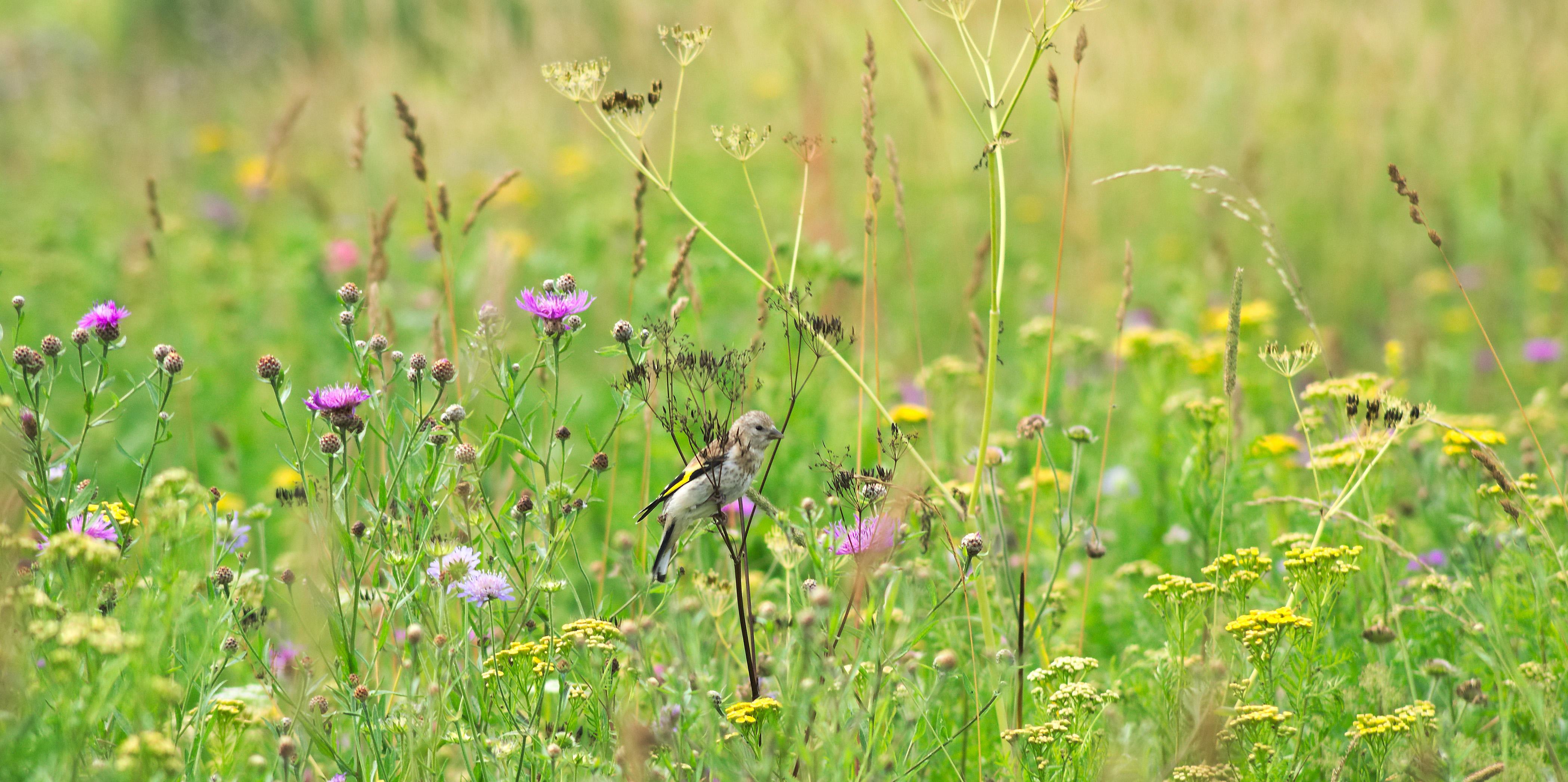
Луговые травы и черноголовый щегол
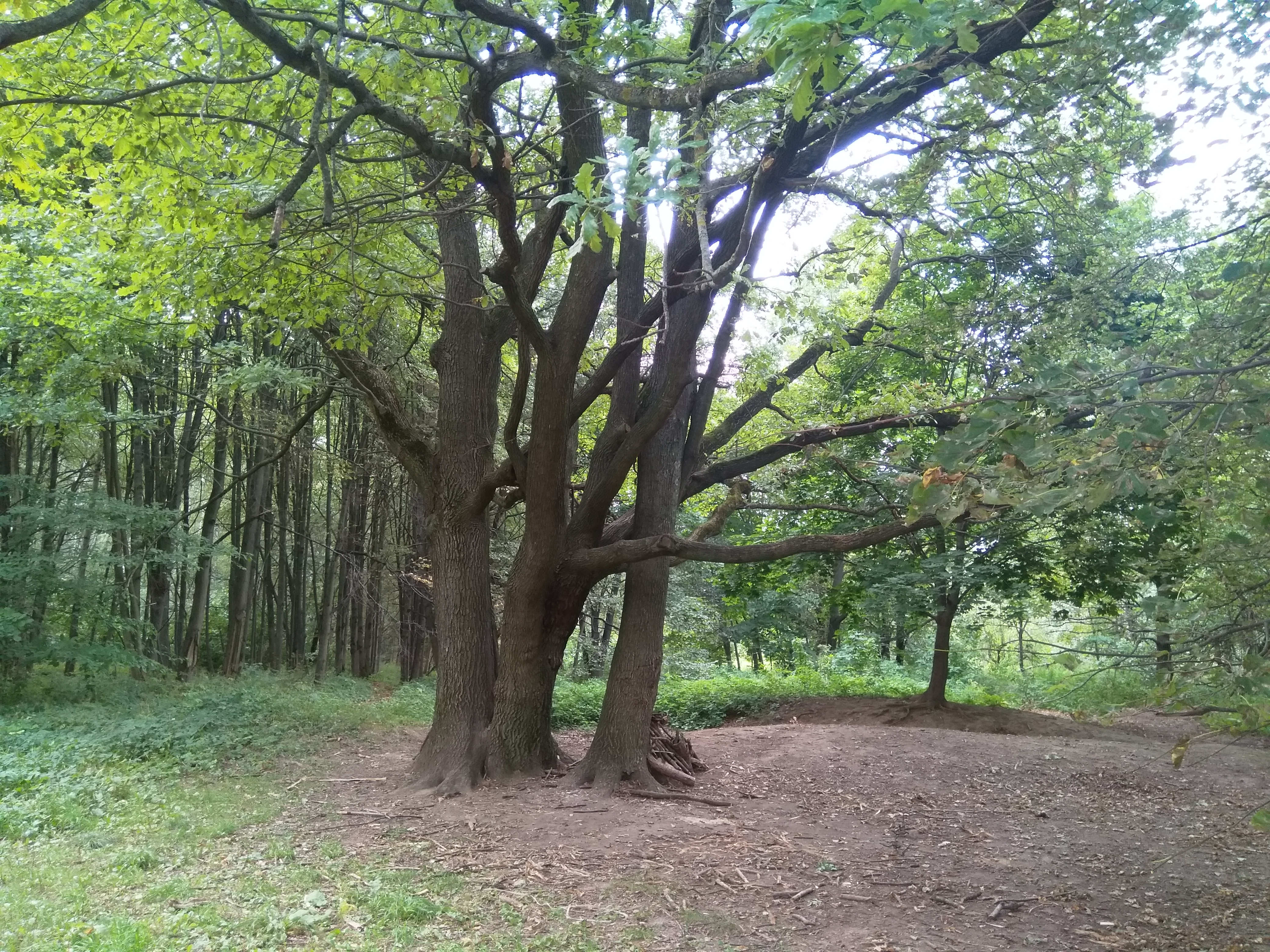
Дубовая роща
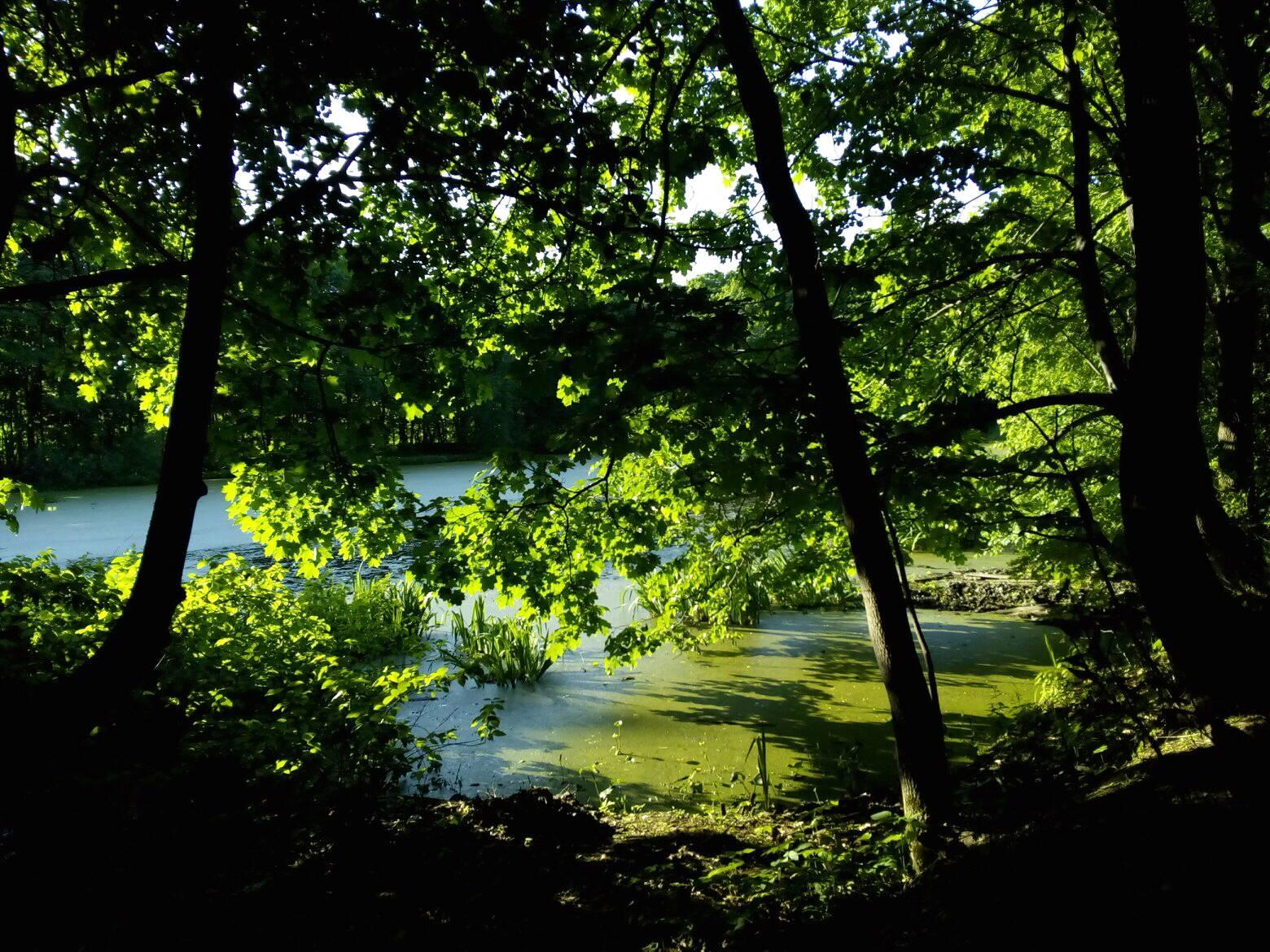
Мраморный пруд
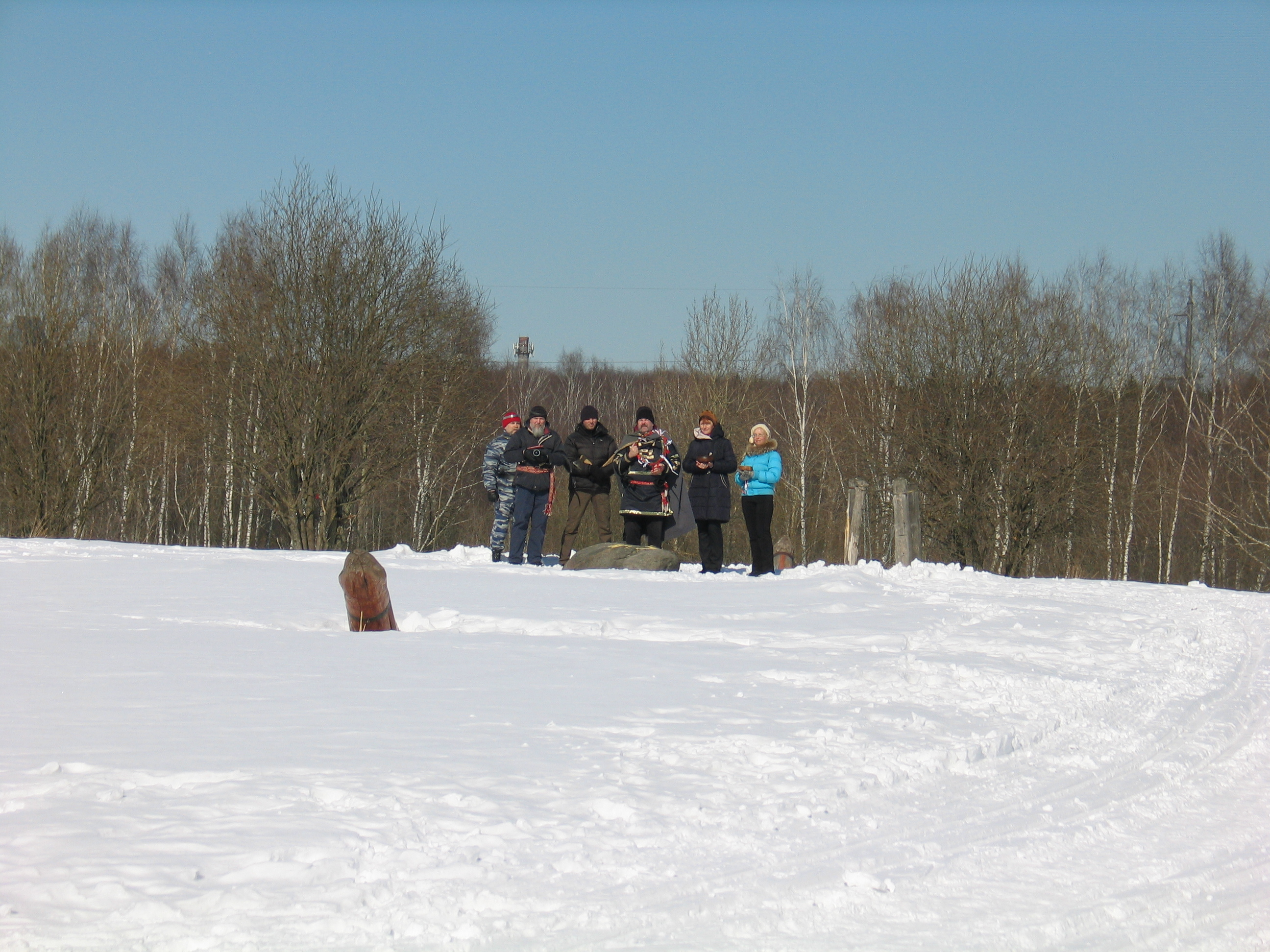
Неоязыческий обряд на Лысой горе
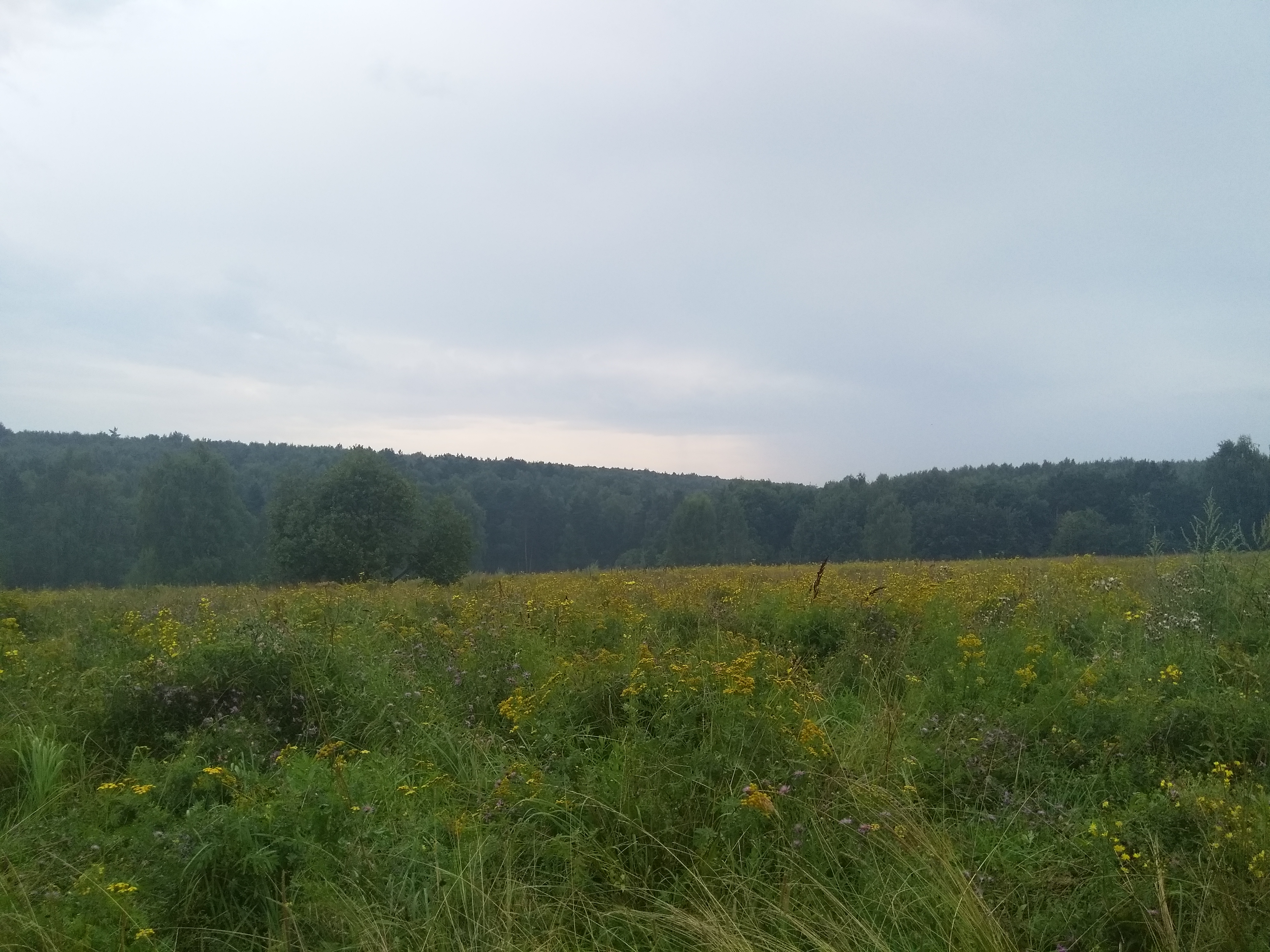
Лысая гора летом
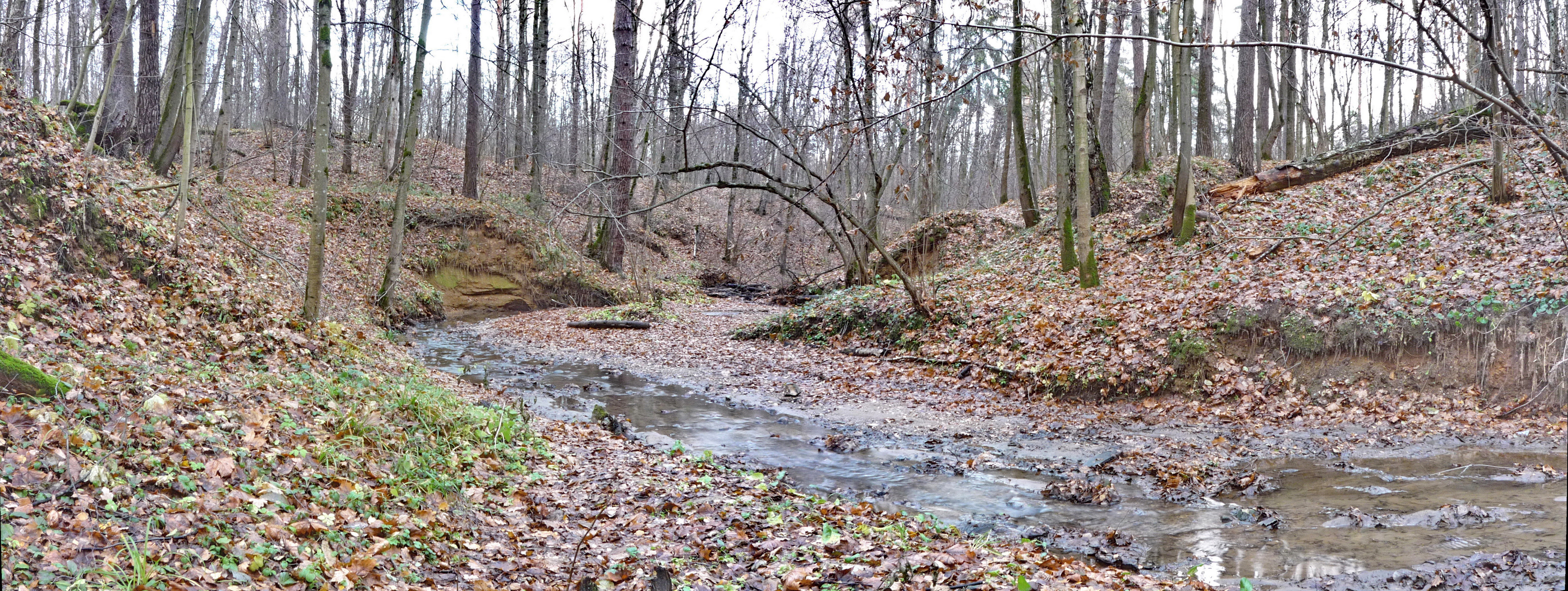
Река Городня

## Экологические проблемы
Осенью 2020 года стали известны планы благоустройства Битцевского леса, которые могут нанести ущерб сложившемуся биоразнообразию. Вопреки статусу Битцевского леса как ООПТ благоустройством занимается Департамент капитального ремонта города Москвы, который выделил из городского бюджета более 91 млн рублей на исследование бизнес-процессов в Битцевском лесу с последующим определением его нового позиционирования и стратегии развития.

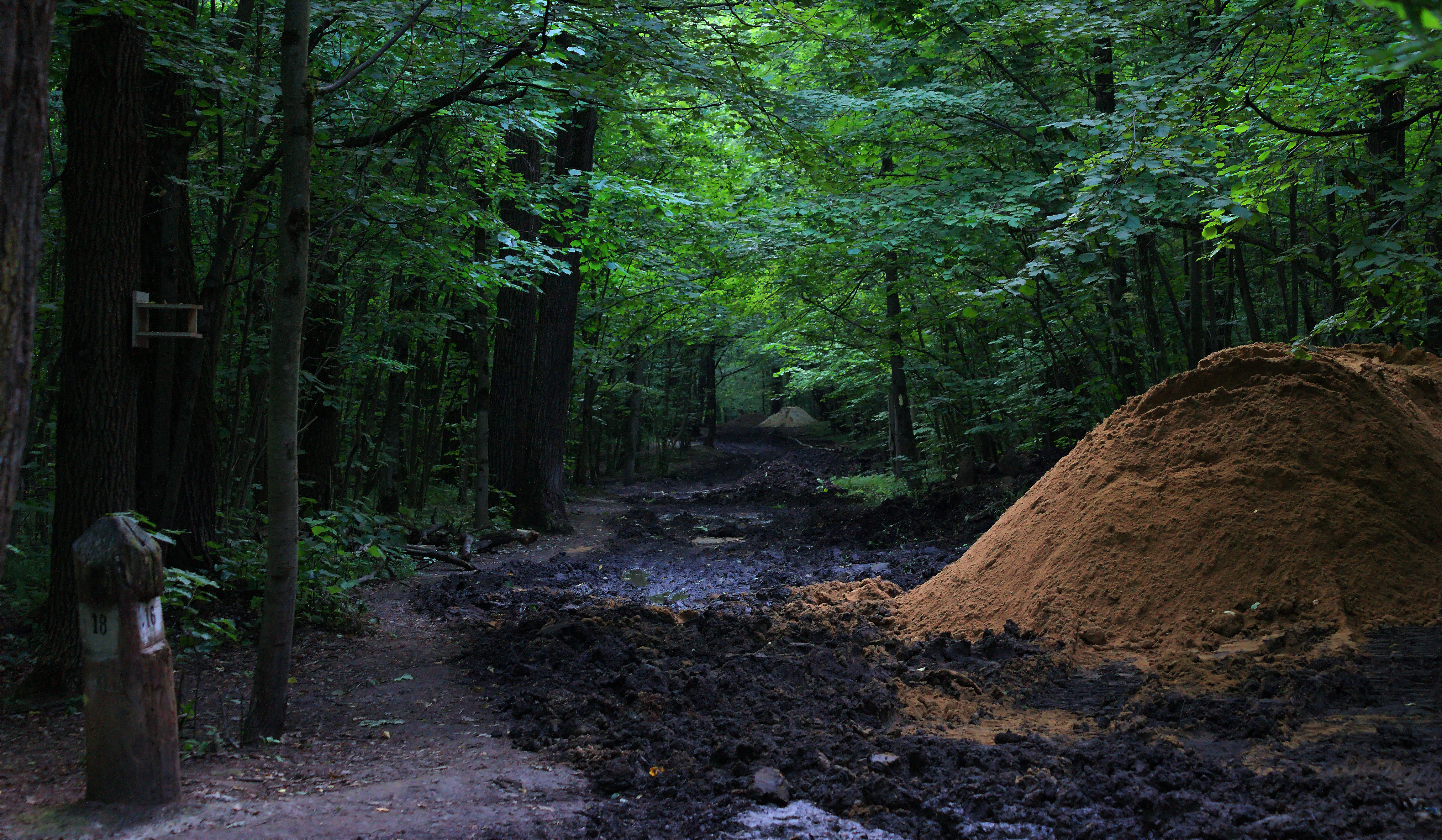
Земляные работы в ходе благоустройства, июль 2022 года

3 ноября 2021 года были обнародованы планы властей: благоустроить лес 10 км ливневой канализации, 16 км тротуаров, 4 теннисными кортами, 20 хозяйственными павильонами, 3 скейт-парками, 3 памп-треками, 13 спортплощадками, отдельно ещё спорткомплексом на 3 тысячи м², скалодромом, городской экофермой с оранжереей, 300 вольерами для птиц и мелких животных и др. сооружениями. Обоснование на официальном сайте мэра города Москвы: «Лес нуждается в масштабных работах, которые помогут реабилитировать его экосистему».
Несколько учёных РАН, в частности Константин Янкаускас, и отдельные группы экологов делали заявления и обращались в правительство Москвы с просьбой защитить особо охраняемые природные территории города от возможных последствий индустриализации лесных массивов.

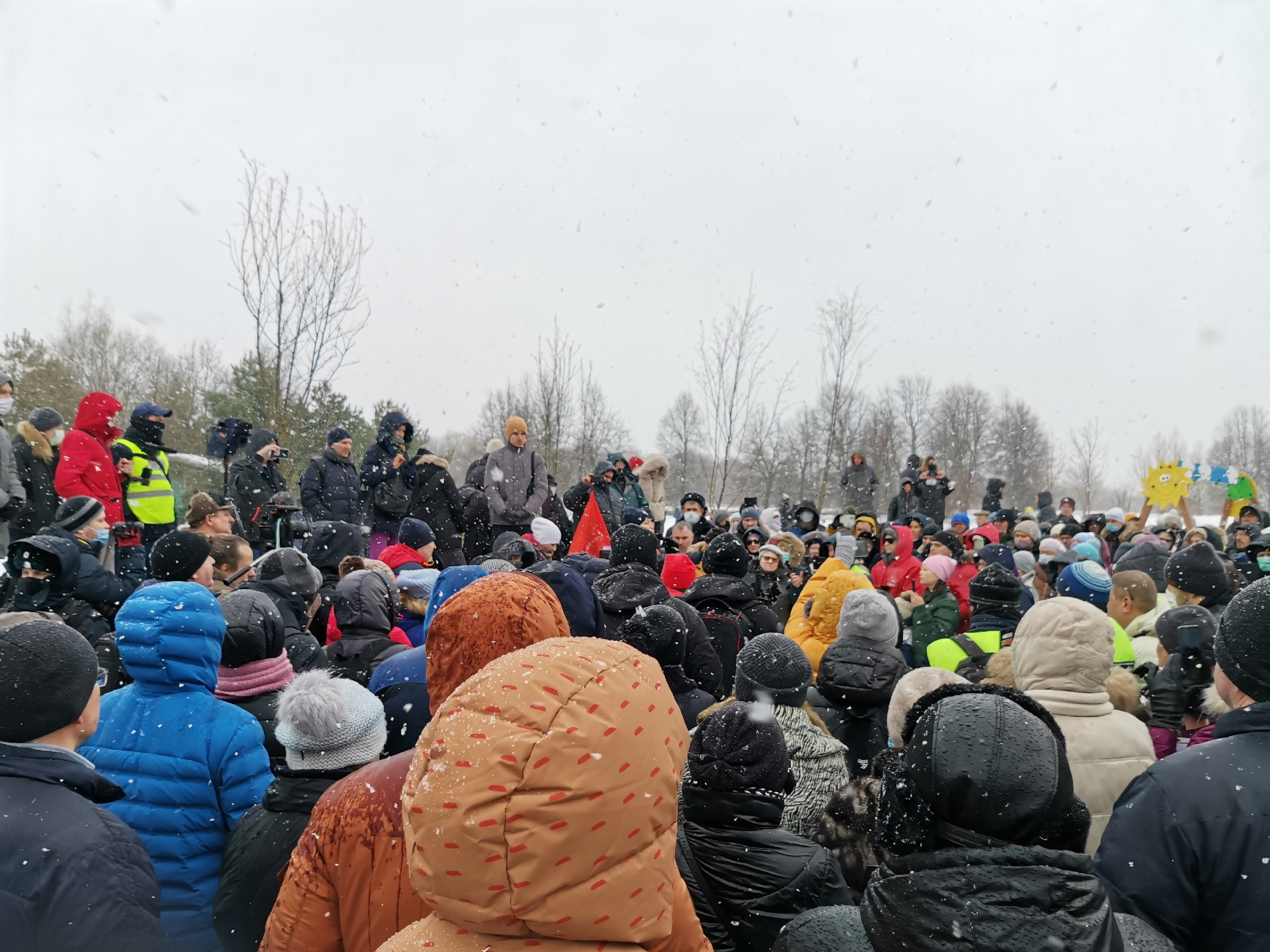
Народный сход против благоустройства Битцевского леса 19 февраля 2022 года

В 2021 году была начата программа благоустройства лесопарковой территории, названная властями города «реабилитацией Битцевского леса». Данное решение было подвергнуто критике со стороны горожан и ряда природоохранных и экологических организаций и инициатив. С открытым письмом к мэру Москвы выступили Гринпис России, Центр охраны дикой природы, WWF России и др. Работы проводились с нарушениями, так, было возбуждено административное дело против подрядчика по факту некачественной работы по установке ливневых стоков в Битцевском лесу.
В первом квартале 2022 года был осуществлен снос более 50 стоянок МГСА и ГСК по периметру леса, которые были выведены из границ ООПТ постановлением Правительства Москвы от 21 сентября 2016 г. N 593-ПП. Снос осуществлялся на основании решения № 40 от 26.11.2021 г. (решение не опубликовано в открытых источниках) Городской комиссии по вопросам градостроительства, землепользования и застройки со ссылкой на проект благоустройства ООПТ ПИП Битцевский лес, который должен появиться лишь к концу 2022 года и не согласован с природоохранными и контролирующими проведение работ органами. Освободившиеся территории застраиваются спортивными и парковочными объектами.
Помимо освободившихся в результате сноса гаражей территорий, начались работы по комплексному благоустройству (развитию) территорий, относящихся непосредственно к территории ООПТ. Это вызвало протест экологов и экоактивистов, депутатов Мосгордумы, но не помешало началу работ по прокладке сетей освещения, дорожек, установке видеокамер. По мнению активистов, работы проходились с многочисленными нарушениями российского законодательства, технических требований контролирующих органов и природоохранного законодательства об ООПТ, в результате имели место локальные пожары, прорывы труб.
На протяжении 2022 года в поддержку леса неоднократно проходили народные сходы и встречи с депутатами, которые являются одной из немногих сохранившихся форм низового протеста в России в связи с сохранившимися после коронавирусных ограничений запретами митингов. Был организован общественный контроль за ведением работ с целью фиксации нарушений, что вызвало противостояние полиции, строителей и ЧОПа, приведшее, в том числе, к применению насилия к активистам со стороны спортсменов из Белоруссии. Активисты иногда подвергаются задержаниям и административным арестам, несмотря на то, что нападавшие лица оставались на свободе.
«Проект реабилитации» был проведён и закончен к январю 2023 года.

## В произведениях искусства
- На территории Битцевского леса разворачивается сюжетная линия романа Виктора Пелевина «Священная книга оборотня» — истории любви древней лисы-оборотня, обитающей в парке, и молодого волка-оборотня, сотрудника спецслужб[49].